# Sphenomorphus fasciatus
Sphenomorphus fasciatus är en ödleart som beskrevs av  Gray 1845. Sphenomorphus fasciatus ingår i släktet Sphenomorphus och familjen skinkar. IUCN kategoriserar arten globalt som livskraftig. Inga underarter finns listade i Catalogue of Life.